# Jakon

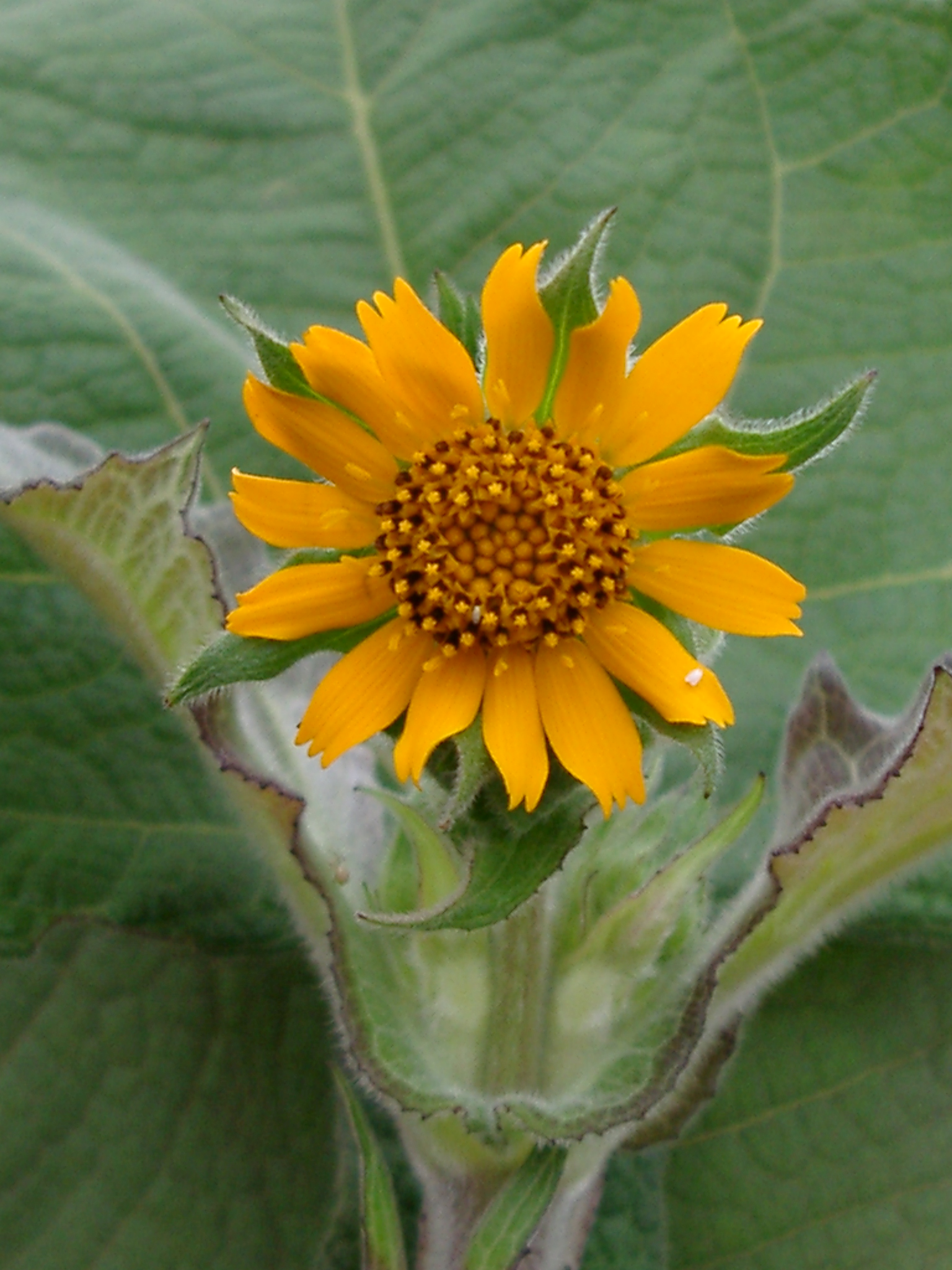
Květní úbor

Jakon (Smallanthus sonchifolius) syn. Polymnia sonchifolia, je statná, vytrvalá rostlina pocházející z teplejších oblastí jihoamerických And. Byl znám již v dobách Incké říše a jako potravina je pro hlízy stále pěstován hlavně v Bolívii, Ekvádoru, Kolumbii a Peru.

## Rozšíření
V prvé polovině 19. století se tato plodina dostala do Evropy, kde se až do 2. světové války pěstovala v Itálii a Německu. Do dalších zemí, např. Nového Zélandu, Austrálie, Spojených států amerických a Japonska byla zavedena v polovině osmdesátých let minulého století. Do České republiky byl jakon dovezen z Nového Zélandu roku 1993 ve spolupráci České zemědělské university v Praze a Výzkumného ústavu bramborářského v Havlíčkově Brodě.

## Ekologie
Ve své domovině roste v teplých údolích i na osluněných svazích v nadmořské výšce do 3 000 m. Pro úspěšný růst potřebuje dostatek vláhy, nevhodné jsou půdy těžké a zamokřené. Není ovlivňován prodlužováním či zkracováním délky dne, je velmi citlivý na mráz.
Množivé stonkové hlízy se vysazují do řádků (podobně jako brambory) na konci dubna při teplotě půdy okolo 5 °C. V nížinách má vegetační dobu dlouhou šest až sedm měsíců, ve výškách okolo 3000 m osm až devět měsíců, její ukončení signalizuje zasycháním odkvetlých vrcholů. Při pokusech v ČR byla zjištěna průměrná vegetační doba 157 dnů, výnos hlíz vhodných ke konzumaci asi 40 t/ha, vhodných na množení 10 t/ha a zelené hmoty 20 t/ha. Hlízy skladujeme v chladu, během skladování sládnou, rychleji se jejich cukernatost zvyšuje vystavením slunečním paprskům. Hlízy lze v temperovaných skladech uchovávat do května následujícího roku.

## Popis

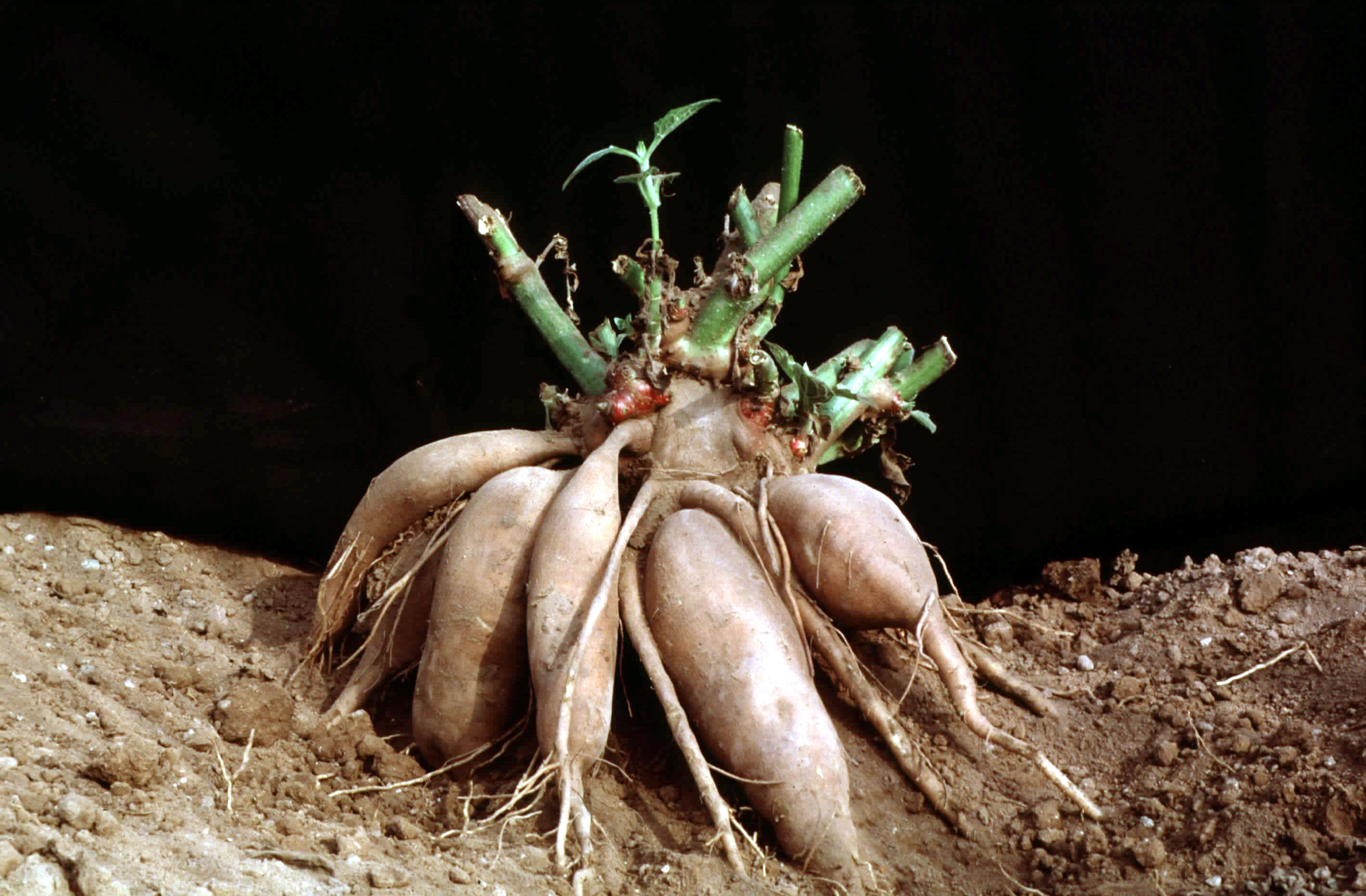
Hlízy

V domovině vytrvalá a v evropských podmínkách jednoletá, sytě zelená až nafialovělá bylina s nadzemní části tvořenou třemi až pěti chlupatými lodyhami dosahující výšky okolo 2 m. Lodyha je pevná, dutá, čtyřhranná, větvená, hustě olistěná a porostlá velkými, vstřícně vyrůstajícími šípovitými listy. Na vrcholech hlavních lodyh na sklonku vegetace vyrůstají v latách drobné, asi 3 cm velké úbory se žlutými až oranžovými květy, ve středu úboru jsou oboupohlavné trubkovité a po obvodě samičí jazykovité. Po opylení vznikají drobné, černé, většinou sterilní, asi 2 mm velké nažky, které se běžně v evropských podmínkách vůbec nevyvíjejí. Ploidie druhu je 2n = 60.
Rostliny tvoří dva druhy hlíz, krátké stonkové hlízky sloužící k vegetativními rozmnožování a ztloustlé, kořenové hlízy pro které se jakon pěstuje. Stonkové hlízky vyrůstají na bazální části stonku, jsou na povrchu světle červené až tmavě fialové a nejsou vhodné ke konzumaci, slouží pouze k rozmnožování; pohlavní rozmnožování jakon téměř ztratil. Každým rokem narůstají na objemu a mohou být před sázením rozděleny na několik části.
Kořenové hlízy jsou řepovitého či kulovitého tvaru, někdy jsou nepravidelně zkroucené, rostou ve svazku po pěti až dvaceti kusech a jedna váží od 0,2 do 0,5 kg. Čerstvé hlízy jsou načervenalé až šedohnědé a na vzduchu jejich tenká pokožka rychle tmavne. Pod touto slupkou je nejedlá kůra s pryskyřičnou příchutí a pod ní křehká, chutná a šťavnatá dužina bílé až krémově žluté barvy.

## Význam
Hlízy jakonu vykazují z hlediska složení blízkou shodu s hlízami brambor. V čerstvém stavu obsahuje asi 70 % vody a má tudíž nízkou energetickou hodnotu. Sušina je ze 70 % tvořena sacharidy a z nich 60 % tvoří fruktany inulinového typu a zvláště oligomery známe svou schopnosti udržovat tlusté střevo v dobrem zdravotním stavu. Z listů byly izolované látky s podobnou aktivitou jako inzulin, které snižují zvýšenou hladinu krevního cukru a při její normální výši nepůsobí.
Hlízy se obvykle jedí jak syrové, tak je lze i tepelně zpracovat vařením nebo pečením. Na trzích se prodávají jako ovoce mezi jablky a hruškami, nikoliv mezi bramborami. Jelikož hlízy obsahují poměrně vysoké množství inulinu, jsou vhodnou potravinou pro diabetiky. Listy čerstvé nebo sušené se používají na přípravu čaje při léčbě diabetu a cholesterolu.